# نعموية
النِعْمَوية أو الغراتيولاوية (الاسم العلمي: Gratioleae) هي قبيلة من النباتات تتبع فصيلة الحملية من الرتبة الشفويات.

## أجناس الغراتيولاوية
- الغراتيولا أو زوفا السياج
- الباكوبا أو زوفا مائية